# 南洋諸島

南洋群島
委任統治地域南洋群島

国歌: 君が代

南洋群島統治歌
サイパン支庁は北マリアナ諸島、パラオ支庁はパラオ、ヤップ支庁はヤップ州、トラック支庁はチューク州、ポナペ支庁はポンペイ州とコスラエ州とマーシャル諸島の西側、ヤルート支庁はその残りに相当する。

南洋諸島（なんようしょとう、旧字体：南洋諸󠄀島）は、かつて大日本帝国が国際連盟によって委任統治を託された西太平洋の赤道付近に広がるミクロネシアの島々を指す。現在の北マリアナ諸島・パラオ・マーシャル諸島・ミクロネシア連邦に相当する地域である。
別名は南洋群島（なんようぐんとう）。当時の日本人は内南洋（うちなんよう）とも呼んだ。

## 歴史

### 前史
この地域は16世紀初めにポルトガルの航海者によって発見された。17世紀初頭よりスペインはこの地一帯を植民地化し、フィリピンと共に「スペイン領東インド」を形成していた。同地のマリアナ諸島やカロリン諸島という地名は、それぞれマリアナ王妃やカルロス2世国王に由来する。
ドイツ帝国は、1884年（明治17年）以降、「世界政策」と称する政策の下、マーシャル諸島に進出し、1899年（明治32年）に米西戦争後のスペインからカロリン諸島・マリアナ諸島を買収したことで、3つの島嶼群を政治的な支配下に置いたドイツの植民地となった。これは、ドイツ海軍の拡張（建艦競争）下にあって、米国の太平洋における連絡路が脅威にさらされることを意味した。
南洋諸島への日本企業の進出は明治時代には始まっており、1890年（明治23年）に田口卯吉が南島商会を組織して帆船天祐丸により交易を行って帰港したのを嚆矢とする。日本は20世紀初頭までに近代海軍を創建し、1905年（明治38年）の日露戦争後、北進論・南進論の論争を経て、ドイツ領である島嶼群を境に、米国と対峙する構図となった。すなわち、ドイツ領の存在は、緩衝地帯として、日米英の勢力均衡に一定の役割を果たした。
また、同年には日本政府と米国商業太平洋海底電信会社の間で、東京～グアム間の海底ケーブル敷設に係る協定が締結された。

### 第一次世界大戦の帰結
1914年（大正3年）に第一次世界大戦が始まると、日本は日英同盟に基づいて連合国の一員として参戦し、ドイツ領だったこれらの島々を無血占領した。
同年10月には特別陸戦隊が進駐し、同年12月には臨時南洋群島防備隊条例（大正3年内務省令401号）により臨時南洋群島防備隊が設置された。そしてサイパン、パラオ、トラック、ポナペ、ヤルートの5つの民政区に分け、それぞれ守備隊が配置された。連合国間の協定により、赤道以南のドイツ領は英・豪・NZ軍が占領し、また日本は軍政を開始した。
1915年（大正4年）にはパラオ民政区のパラオ守備隊の分隊が置かれていたヤップにヤップ民政区を新設し、ヤップ分遣隊をヤップ守備隊に改め、同時に各守備隊に民政事務官各1名を配置した。同年7月31日、南洋群島から酋長（原文ママ）ら22人が訪日、石貨などの土産が話題を呼ぶ。同年9月にはポナペ守備隊の分隊であるクサイ分遣隊を廃止して、ポナペ守備隊付海軍書記を派遣して同島の民政事務にあたらせた。
1914年末の南洋群島の在住日本人数は、サイパン島27人、ポナペ島2人、トラック諸島12人、ヤップ島18人、パラオ島25人、アンガウル島11人であった。
1915年（大正4年）には民政区を再編しパラオ民政区とヤップ民政区を東経137度以東の西カロリン群島と、同以西の西カロリン群島とに分割した。さらに1918年（大正7年）に民政区の区分を改正して、ヤルート政区に属した東経164度以西のマーシャル群島の一部をボナぺ民政区に移管した。
1918年（大正7年）にドイツが降伏して第一次世界大戦は終結した。英国と日本は大戦初期から、ドイツの支配下にある中国大陸山東半島の膠州湾租借地と南洋諸島の処理について意見交換していたが、英国は南洋諸島に対して日本に言質を与えなかった。

### 日本の委任統治の決定、日米間の紛争
日本は1919年（大正8年）4月、パリ講和会議総会で国際連盟規約の中の南洋諸島が該当するC式委任統治地域の文言は「受任国の構成領土の一部として統治される」とされ、さらに同年6月28日に締結されたヴェルサイユ条約においてドイツがすべての海外領土を放棄することが明文化された。国際連盟規約により、これらの島々は非軍事化が規定されていた。
また、赤道以南の旧ドイツ領ニューギニアの地域については、ニューギニアをオーストラリア、サモア諸島をニュージーランドが委任統治することになった。
しかし、孤立主義に逆進した米国はヴェルサイユ条約への批准を拒否し、国際連盟に不参加となったため、米国の承認なしに日本の委任統治が開始されたことともなった。ドイツが敷設していた上海～ヤップ島間のケーブルは、後に沖縄で分断され、那覇～ヤップ島間として結ばれた。ヤップ島における電信ルートをめぐり日米での紛争が生起し、その原点として、米国が日本の委任統治に同意したか否かが表面化した。1921年（大正10年）に至り、ワシントン会議において西太平洋における非軍事化がさらに強調されたところ、日本が米国に譲歩し、米国人・米国艦船がヤップ島を訪問することに一定の権利を認める形で決着した。

### 日本による委任統治

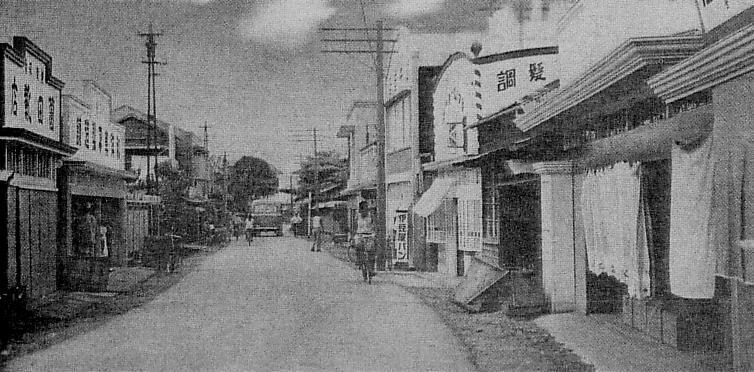
日本統治時代のコロール（4丁目）

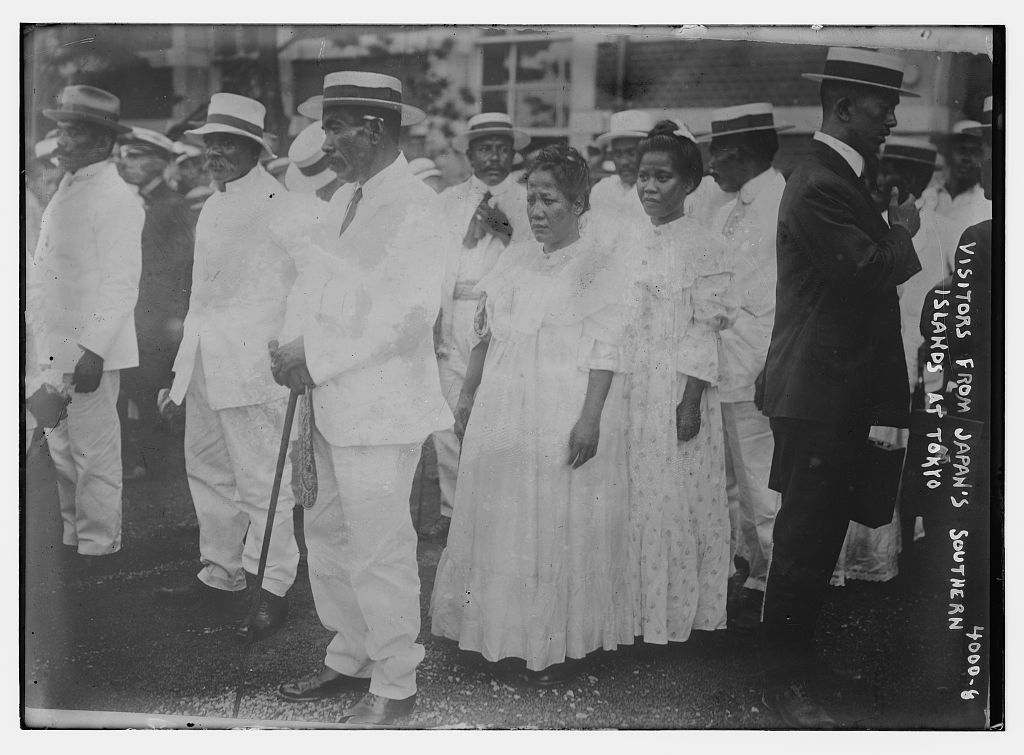
東京を訪問した南洋諸島の人々。1915-1920年頃

日本は南洋群島の施政制度を改め、1921年（大正10年）7月に民政部を司令部と分離してパラオ島に移転した。1922年（大正11年）には委任統治に適した体制を構築して従来の軍政色を払拭するため、臨時南洋群島防備隊を撤収して新たに南洋庁を設置した。
また、西村拓殖と南洋殖産の事業を引き継ぐ形で、東洋拓殖株式会社の投資により南洋興発株式会社が資本金300万円で設立され島の開拓、日本人移民の導入、製糖工場や酒精工場の建設、鉄道の建設など様々な事業を行った。
南洋諸島では時差があり、南洋群島東部標準時（ヤルート・ポナペ地区）が日本標準時+2時間（UTC+11）、南洋群島中部標準時（トラック・サイパン地区）で日本標準時+1時間（UTC+10）、南洋群島西部標準時（ヤップ・パラオ地区）は日本標準時と同じ（UTC+9）であった。1937年（昭和12年）、南洋群島東部標準時（トラック・ポナペ・ヤルート地区。日本標準時+1時間）と南洋群島西部標準時（パラオ・ヤップ・サイパン地区。日本標準時と同じ）の2つに再編した。

### 日本の国際連盟脱退
ワシントン軍縮条約以降、1932年（昭和7年）までに、南洋庁は独力で財政を維持できるまでに発展を遂げたが、対米戦略のため、同地域は日本海軍にとって死活的に重要な地域になっていた。1931年（昭和6年）9月に勃発した満州事変により、日本の国際連盟脱退の可能性が高まるにつれ、日本陸軍は脱退が委任統治に及ぼす影響について調査を開始し、日本海軍もパンフレット及び映画『海の生命線』により広く世論に重要性を訴えた。
1930年代当時、委任地域である南洋諸島の主権について、一般メディアにおいて受任国主権説が多勢で米田實、大山卯次郎らが支持した。一方、国際法学会では立作太郎や田岡良一らが「主たる同盟および連合国（PAPP）」主権説を支持していた。また受任国資格について蝦川新や横田喜三郎ら少数の連盟主権論者を除き、連盟規約で明文化されていないこと及び10年に及ぶ統治実績等から、加盟国以外が非加盟国であることに問題ないとする意見が多勢だった。
北東ニューギニア及びビスマルク諸島を、C式委任統治していたオーストラリア（豪州）にとって、日本による委任統治・主権問題は安全保障上の課題になっていた。日本が連盟規約に反し、南洋諸島に軍事基地を建設しているとの「風評」が広まると、日本から統治権を剥奪し、オランダまたは旧宗主国ドイツ国（ヴァイマル共和政）による統治によって、日本との軍事的緩衝地帯を拡大すべきと言う論まで登場した。
しかし、豪州の防衛は英海軍のシンガポール戦略に依拠していたが、戦間期における予算削減によりアジア方面に配備可能な英国の軍事力は低下し、世界恐慌以来内政を優先する米国の来援も期待できなくなっていた。このため豪州は、日本の潜在的脅威に対し、融和政策によって対抗するほかなくなっていた。
1933年（昭和8年）1月、日本が国際連盟の脱退を宣言すると委任統治の根拠に疑義を呈せられたため、同年3月16日「帝国ノ国際聯盟脱退後ノ南洋委任統治ノ帰趨ニ関スル帝国政府ノ方針」を閣議決定し、南洋庁告諭（南洋庁告諭昭和8年1号）を示して引き続き委任統治を行った。
1933年（昭和8年）には日本人在住者は3万人を超え、翌年6月末には南洋群島の人口は11万3562人で現地島人4万406人、日本人7万3028人、外国人119人となった。
1934年（昭和9年）末から翌1935年（昭和10年）初頭にかけ、国際連盟理事会では脱退国（日本）の受任資格否定が多数派であったが、全会一致が必要な連盟規約によって決議に至らなかった。そして同年1月19日、国際連盟理事会は委任統治委員会から提出された日本の委任統治領その他に関する報告を審議して採決。委任統治に関する意見は出ず、事実上日本による統治の継続が黙認されることとなった。なお、同日、アメリカ合衆国は委任統治領に隣接するウェーク島、キングマン・リーフ、ジョンストン島、サンド島（ミッドウェー島）の所管を内務省から海軍省に移管することを発表。日本による南洋諸島の統治継続を妨害しない意思表明をするとともに、自国の主権の範囲を改めて明らかにした。
1941年（昭和16年）にはパラオ放送局が開局し、ラジオ放送が開始された。

### 秩序化の試み
1930年代後半には、前述の日本による軍事基地建設疑惑により、新たな地域協定締結の必要性が認識されていった。
第二次ロンドン海軍軍縮会議の予備交渉が1934年に行われたが、南洋諸島問題は1回しか議題に上らなかった。翌1935年、本会議は日・伊の脱退に終わる。しかし英国は、ドイツ国（ナチス・ドイツ）の勢力拡大に直面し、アジア太平洋情勢を安定させる必要性から、旧ロンドン軍縮条約第19条のみの継続を試みた。英国は帝国防衛委員会の審議を経て19条の延長を必要とする結論に至ったが、日本側への働きかけ、また米国との調整が、ともに不調に終わった。
米国は、米軍艦船の南洋群島寄港により査察を試みようとした。1936年7月に駆逐艦アルデンを、同年9月に輸送艦ゴールド・スターの派遣を試み、また日本海軍の練習艦隊の米国ハワイ寄港を拒否する等圧力をかけたが、日本外務省は米国の要請を拒否した。
同年11月の閣議で、フランクリン・ルーズベルト米大統領は、米国主導での太平洋諸島の中立化計画に言及した。米国国務省極東部は翌1937年1月から、4案（うち1案は非軍事化規定を含まず、日本に譲歩したもの）を検討し覚書を作成した。これらの案を踏まえて、同年4月、米英で協議の機会を持ったが、日本が受け入れる可能性が低いと判断された。
同年5月、帝国会議において、オーストラリア代表から地域協定に関する提案があった。このことは日本国内でも広く報じられ、日本陸軍は好意的だったが、日本海軍は南進政策のため協定締結に否定的だった。ジョゼフ・ライオンズ豪首相はソ・中・仏・蘭の大使から提案協力の個人的了解を取り付け、米国も部分的に合意し、日本の吉田茂駐英大使も同調的だった。しかし、日本の廣田弘毅外相・堀内謙介同次官はクライブ駐日英国大使と会談し、日中関係の改善を前提条件であるため太平洋に関する新協定は時期尚早との見解を示した。
各種の秩序化の試みが進展しない中、同年7月7日、盧溝橋事件が発生し日中戦争が拡大した。翌1938年（昭和13年）4月に至り、ライオンズ豪首相は協定案に関する試みが不可能になったと、豪議会で発言した。同年秋、日本は『東亜新秩序声明』により、東アジアと西太平洋に自給自足的な経済圏の確立に言及し、（形骸化していた）ワシントン体制に対する挑戦を公然のものとした。こうして、太平洋地域における秩序構築の可能性は消滅した。

### ドイツとの交渉
1930年代を通じ、旧宗主国であるドイツ国と日本の間で、南洋諸島は外交問題化した。前述の日本の国際連盟脱退直前、ドイツではナチス党が権力を掌握した。1933年（昭和8年）3月、在独日本大使館のパーティーの席上、ヨーゼフ・ゲッベルス宣伝大臣・アルフレート・ローゼンベルク党外交部長らが南洋諸島のドイツ返還について言及したと報じられ、日独当局は「非公式な私的な会話」として否定した。。その後、日本の統治継続の法的問題を棚上げし、日独ともに南洋諸島問題に関する発言を控えた。
1936年（昭和11年）11月、日独間で防共協定が締結されたが、依然として南洋諸島問題は残ったままだった。日本国内では、満州事変以降、陸軍が政策決定に介入する度合いを強め、ナチスの欧州における勢力拡大から、対ソ戦を想定したドイツとの同盟成立を目指すようになっていた。また、日本海軍もドイツに傾斜し、南洋諸島をドイツに返還した後に、買い戻すという構想を有した。陸軍はナチス党に、海軍は独外務省を通じて交渉を行い、最終的に廣田外相が『ドイツノ旧植民地ニ対スル要求ニ関スル帝国政府ノ政策』として五相会議に拓務大臣を加えた場で審議にかけ、1938年（昭和13年）2月12日に昭和天皇の裁可を受けた。
ドイツ本国では同年2月4日に外相がヨアヒム・フォン・リッベントロップに交代し、ドイツは東アジアにおいて中国ではなく日本を重視するようになる。さらに2月20日、ドイツ議会においてアドルフ・ヒトラー総統は満州国を承認するとともに「東アジアに対してドイツは何ら領土的関心を有しない」と演説し、日独双方の世論は南洋諸島の返還要求を放棄したと認識した。、
日本政府はなおも慎重であり、またドイツ政府内でも旧植民地政策に対する意見の相違があったが、1939年8月の独ソ不可侵条約により、南洋諸島問題を含め、日独同盟交渉そのものが頓挫した。

### 第二次世界大戦

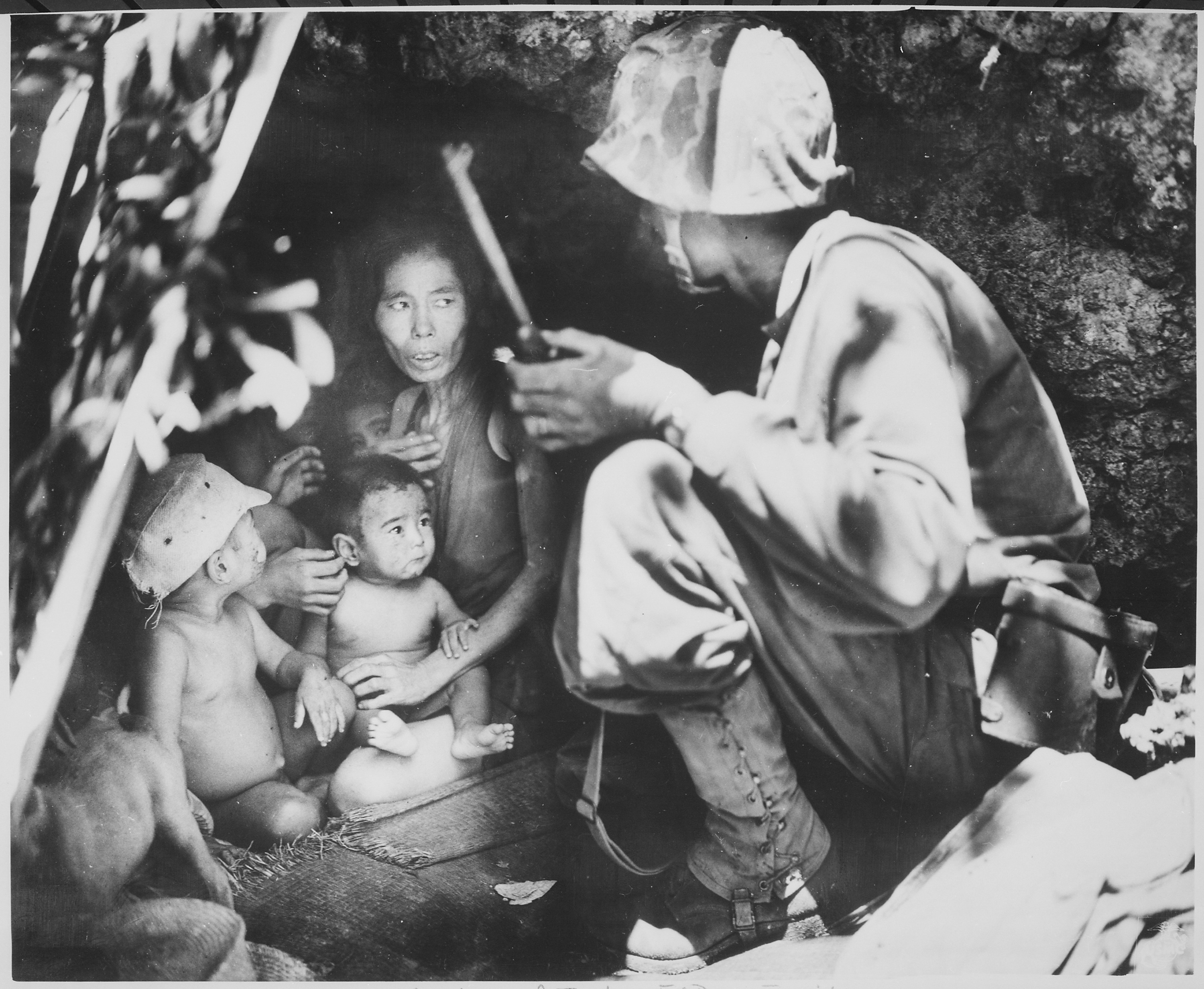
サイパンの戦い末期、民間人に投降を呼び掛けるアメリカ海兵隊員

国家総動員法が1938年（昭和13年）5月に施行されると、（軍事利用が禁じられた委任統治領である）南洋諸島にも適用されたため、同年9月には中国の要望によって経済制裁を示唆する報告書が採択された。このため、日本政府は国際連盟との協力関係も終了させたが、行政年報の送付は継続した。
1939年9月に欧州で勃発した第二次世界大戦は、当初、ドイツが優勢であった。ドイツからは日本の海軍力のプレゼンス（存在感）によって米国の介入を阻止する意図に加え、欧州での覇権確立後、太平洋への進出を企図する勢力があり、日本としても再びドイツに接近し権益を確保する必要性が生じた。日本国内の親独派により米内光政内閣が倒れると、続く第2次近衛文麿内閣は『世界情勢ノ推移ニ伴フ時局処理要綱』を採択し、日独関係の強化方針に沿って南洋諸島問題が解決されるべきとされた。同年9月、日独伊三国同盟が締結されるとともに、松岡洋右外相とオイゲン・オット駐日大使の間で次のような覚書が交わされた。
ただし、一連の覚書の交換公文は日本側にのみ残されている。南洋諸島の譲渡は秘密裏に行われたため、日本側は行政機構を大きく変更することは無かったが、日米開戦を経て、1942年11月に、南洋庁は外務省から大東亜省に移管された。
日本海軍は、三国同盟とドイツからの譲渡により、委任統治の条件である非軍事化規定から解放されたと考え、1940年（昭和15年）秋以降、本格的な飛行場や軍用港湾施設の建設が開始された。またこれに先立つ1939年（昭和14年）第四艦隊が（実質的に）新設され、当初の司令部はコロール島（パラオ）に置かれた。戦争準備に際して、海軍が実質的に行政を担当するようになった。海軍は南洋諸島をマリアナ地区、西部カロリン地区、東部カロリン地区、マーシャル地区の4つに区分し、根拠地隊及び防備隊を配置し、特に対米最前線のマーシャル地区には警備隊を増強した。1941年（昭和16年）2月、第四艦隊司令部はトラック諸島へ移り、南洋諸島全域の軍事基地建設を監督した。日米交渉が行き詰まると、同年秋以降、陸海軍部隊が南洋諸島に終結した。
しかし同年12月の対米英開戦以降、日本海軍は想定していた「漸減邀撃」戦略を実行せず、南洋諸島は太平洋戦争（大東亜戦争）初期において副次的な役割しか果たさなかった。また開戦初期の南方作戦の成功により楽観論が広がり、南洋諸島自体の防備強化が進まなくなった。
やがて日本が劣勢となり、1943年（昭和18年）9月に示された「絶対国防圏」構想において、マリアナ諸島と西部カロリン諸島は対米戦のかなめに位置付けられた。日本海軍は再び「漸減邀撃」戦略に立ち戻り、また南洋庁長官に細萱戊四郎予備役海軍中将が任命され、戦力の集中を図った。
1943年（昭和18年）11月以降、日本軍とアメリカ軍やオーストラリア軍、ニュージーランド軍やイギリス軍ら連合国軍の間で熾烈な戦闘となり、多くの戦死者を出した。一連の戦いの嚆矢となったのは、1944年（昭和19年）2月に行われたクェゼリンの戦いからで、1週間の戦闘の末同島の守備隊は玉砕した。さらに同月にはアメリカ軍によるトラック島空襲も行われ、トラック環礁にあった日本海軍の拠点が無力化された。
同年6月、戦略上最重要拠点の一つであったマリアナ諸島に対して連合国軍は侵攻を開始した。サイパン島での戦闘は凄惨を極め、在住日本人1万人および島民700人が戦死または自決した。7月にはテニアンの戦いが行われ、テニアンでも多数の民間人が犠牲になった。日本本土への爆撃が可能となるマリアナ諸島失陥の衝撃は大きく、東條内閣の崩壊を招いた。サイパンおよびテニアンは日本本土を空襲する拠点となり、特にテニアン島は原子爆弾を搭載した爆撃機の発進基地となった。
同年9月、アメリカ軍はパラオ諸島への侵攻を開始し、第1海兵師団をペリリュー島に上陸させた。このペリリューの戦いにおいて、日本軍は従来の戦術からゲリラ戦と縦深防御戦術に転換したためアメリカ軍に出血を強要し、73日間の戦闘で日本軍の戦死者とほぼ同数である10,786名の死傷者を出している。
ペリリューの戦い以後、1945年（昭和20年）8月15日の日本の降伏まで、連合国軍による南洋諸島での大規模な軍事行動は起こらなかった。主要な島々は連合軍の占領下にあったが、連合軍によって日本本土との補給線を断たれた孤島では飢餓に見舞われ、ウォッジェ環礁やウォレアイ環礁などでは多数の餓死者を出した。
1945年（昭和20年）8月30日、細萱南洋庁長官と日本海軍指揮官が米国海軍に降伏した。日本人生存者約14万7000名は、日本に送還されることとなった。

### アメリカの信託統治、日本の権利放棄の明文化
米国はミクロネシアを国防上の重要地域に位置付け、早くも1943年（昭和18年）のカイロ宣言で南洋諸島奪取の方針を示し、1944年（昭和19年）には永続的な支配下に置くことを希望していた。翌1945年（昭和20年）9月の第二次世界大戦終結後の南洋諸島の取り扱いは、第一次大戦後と同様に、法的問題と戦略的利害から、米国内外で調整が難航した。米国内務省からの批判を受けながらも、米海軍は1947年（昭和22年）7月まで南洋諸島での軍政を継続した。
1947年（昭和22年）4月2日、国際連合安全保障理事会決議21が採択された。これにより南洋群島における日本の委任統治は法的にも終了した。この信託統治協定は、アメリカ合衆国を施政権者とする信託統治に付するもので、米国上下両院の合同会議による承認と大統領の署名により同年7月18日に発効した（米軍の軍政から信託統治領政府に移管）。
さらに1951年（昭和26年）9月8日に締結された「日本国との平和条約」（サンフランシスコ平和条約）において、日本は国際連盟の委任統治制度に由来する権利を放棄し、国連安保理決議21を受け入れることが明記された。

## 人口

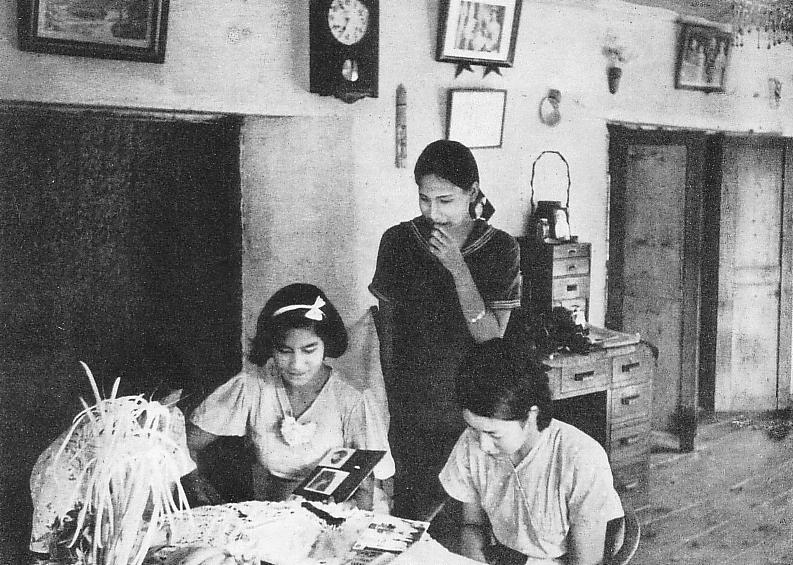
1930年代に撮影されたチャモロ人の少女たち

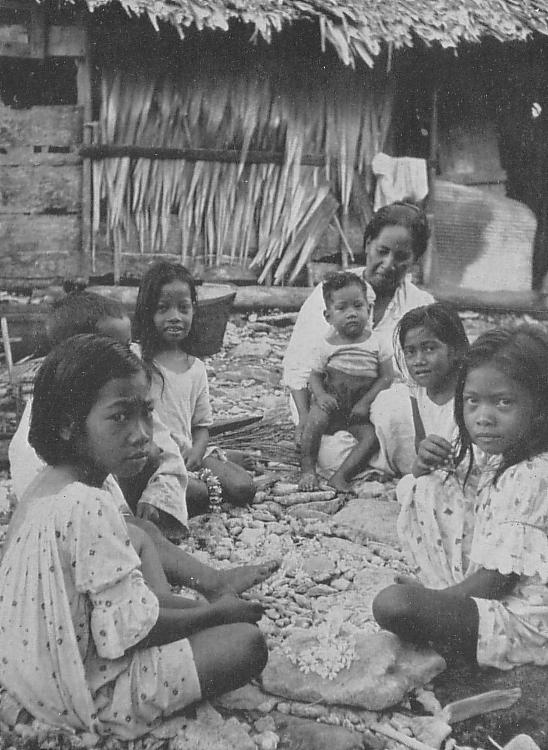
1930年代に撮影されたクサイ（コスラエ）島民

- 総人口 129,104人（1939年12月末時点[78]）
  - 内訳
    - 日本人（台湾人・朝鮮人を含む） 77,257人
    - 島民（チャモロ人・カナカ人） 51,723人
    - 外国人 124人

## 民族構成
日本人（台湾人・朝鮮人を含む）
領有当初は数十人しかいなかったが、1939年ごろには7万人以上にも達し、原住民の島民の人口を超えつつあった。南洋興発が開発したサイパン支庁管内に至っては、島民人口約3千人に対し4万人以上が住んでおり、サイパン支庁管内の主要民族を構成していた。次に多いのがパラオ支庁管内であった。本籍別にみると沖縄県民が最も多かった。そのため当時の特産物の一つが泡盛であった。
島民
先住民族であるチャモロ人やカナカ人は「島民」というカテゴリに入れられた。委任統治という統治形態が採られていたので、朝鮮人や台湾人のように日本国籍は付与されなかった。
チャモロ人
南洋庁では、島民の中でチャモロ人を別格扱いにしていた。当時のチャモロ人は、洋風家屋に住み、常に洋服を着用し、ピアノを弾いたり、ダンスを踊ったりするなど、日本人以上に西洋的な生活習慣を身に着けていた。スペイン語の影響を受けたチャモロ語を話し、教養水準も比較的高かったことから、日本統治下においてはカナカ人より優遇され、歴代の植民地政府の補助要員を務める者もいた。主にマリアナ諸島に住んでいたが、ヤップ島にも住む者がいた。
カナカ人
チャモロ人以外の島民を全て「カナカ人」と称していた。オセアニア諸民族の総称であるため「カナカ語」ともいうべき言語は存在せず、島によって別の言語が話されていた。衣服も褌・腰蓑といった「南洋の情緒」を感じさせる服装であったが、歴代の植民地政府の指導もあり、次第に廃れつつあった。マリアナ諸島以外の地域に多く住んでいたが、マリアナ諸島のサイパン島にはカナカ人の一種族で、カロリン諸島から移住してきたカロリン人が住んでいた。
その他の外国人
その他の外国人の多くがキリスト教の宗教関係者や商人で、旧宗主国人のスペイン人やドイツ人が比較的多かった。戦後に新たな宗主国人となるアメリカ人は、当時十人程度しかいなかった。

## 立法
日本の委任統治領となったが、領土ではなかったため、大日本帝国憲法が適用されない地域であった。立法も法律ではなく勅令で行われた。帝国議会の内地法も原則として適用されず、それを適用するには勅令で依用する手続が必要であった。

## 行政
ドイツ領であった島々は第一次世界大戦の日本による占領でまず軍政が敷かれ、1914年（大正3年）12月に臨時南洋群島防備隊条例が発布された。この条例で5民政区が設置され各民政区に守備隊が設置された。その後、1918年（大正7年）に臨時南洋群島防備隊司令官の下に民政部が設置された。
日本の委任統治地域となるにあたり、行政制度の改革が図られ、まず1921年（大正10年）に民政部と司令部を分離した。1922年（大正11年）3月には南洋群島防備隊条例を廃止して軍隊を撤収し、新たに南洋庁を設置することになった。

### 官治行政機構

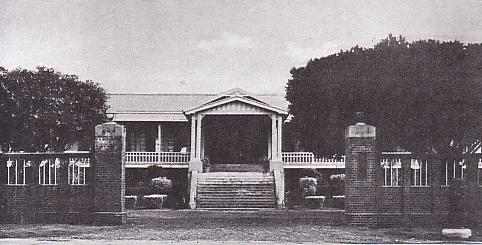
南洋庁庁舎

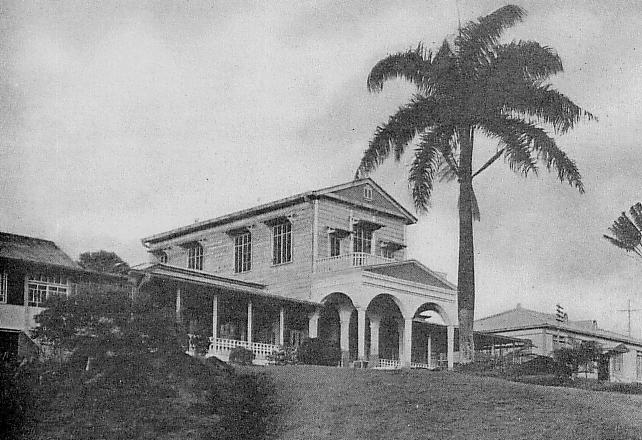
南洋庁ポナペ支庁

南洋庁の行政組織は1922年（大正11年）3月31日勅令第107号「南洋庁官制」で定められた。
南洋庁の地方行政組織として支庁と支庁出張所が設置された。支庁長は職権または特別の委任により支庁令を発することができた。
支庁は南洋諸島を6つの地域に分けて設けられた。この地域区分は、戦後の太平洋諸島信託統治領の地区（District）にもおおむね踏襲されている。
- サイパン支庁（後に北部支庁）
  - テニアン出張所
  - ロタ出張所
- パラオ支庁
- ヤップ支庁（後に西部支庁）
- トラック支庁
- ポナペ支庁
- ヤルート支庁（後に東部支庁）

### 自治行政機構
日本人が多く住む地域が形成されるに至り、昭和6年南洋庁令第7号「南洋群島部落規程」で「部落」が設置され、その長として名誉職の総代と副総代が置かれた（任期3年）。また、総代の諮問機関として「部落協議会」が設けられた。1939年時点において部落が設置されていたところは下記の通りである。
パラオ支庁管内
- コロール町（コロール島）

サイパン支庁管内
- ガラパン町
- チャランカ町
- 北村
- 南村
- 東村（以上サイパン島）
- テニアン町（テニアン島）

トラック支庁管内
- 夏島町（トノアス島）

ポナペ支庁管内
- コロニア町（ポナペ島）

「南洋群島部落規程」は現地の島民には適用されず（同規程附則）、大正11年南洋庁令第34号「南洋群島島民村吏規程」が適用された。この規程により島民から「村吏」が登用された。このうちカナカ族には「総村長」と「村長」が、チャモロ族については「区長」と「助役」が置かれた。カナカ族の場合は旧慣の酋長制度に従って原則として酋長の一家から支庁長が村吏を任命した。チャモロ族には酋長制度がなかったため住民の推挙により支庁長が村吏を任命した。

## 司法
日本の占領後、軍政が敷かれ、1915年（大正4年）10月に南洋群島刑事民事裁判令が制定された。1918年（大正7年）の軍政庁廃止後、南洋群島防備隊民政署に裁判事務が移管された。
1922年（大正11年）4月の南洋庁設置により、南洋群島裁判令が公布され、南洋庁長官直属の南洋庁法院が民事刑事事件を扱った。ただし、先述のように南洋群島は日本の委任統治領であったが、領土ではなかったため、大日本帝国憲法が適用されない地域であった。そのため南洋群島に設置された法院は、同憲法57条の「裁判所」でも同憲法60条の「特別裁判所」でもない実質上の裁判機関であった。裁判官の資格や身分保障に関する法律の適用はなく、南洋庁長官の監督を受けるものとされ、行政官が裁判官を担っており司法権は独立していなかった。

### 南洋庁法院
南洋群島裁判令は二審制を採用し、第一審法院を「地方法院」、第二審法院を高等法院と称した。地方法院はパラオ、サイパン、ポナペに置かれ、高等法院はパラオに置かれていた。
「南洋群島裁判事務取扱令」により、南洋諸島には刑法・民法などの日本の諸法令を適用していたが、一部の事項については特例を設けていた。
特例の一つにミクロネシア地域の刑事制裁である労役があり、ドイツ領となっていた時期にもこの制度があり、日本の統治時代には南洋群島裁判事務取扱令中改正（大正13年勅令172号）で1年未満の懲役又は労役場留置について検事又は支庁長が労役に換刑できるとされた。その後、労役は警察犯例（大正15年南洋庁令111号）で法定刑の一つとして定められた。
他に財政上の問題から、南洋群島裁判令中改正（大正13年勅令467号）で判事の定員が3名に削減されたため、忌避などにも問題があった。上訴されると1名は必ず前審に関与していることになり、忌避されると高等法院では裁判体を維持できなくなるため、忌避等の規定は適用しないとされていた（南洋群島裁判事務取扱令11条）。しかし、公平性の観点から問題があるため、1933年（昭和8年）からは東京区裁判所または東京地方裁判所の判事1名が南洋庁判事を兼務することになった。
なお、南洋群島犯罪即決例（大正12年勅令28号）により軽微な刑事事件について支庁長による即決手続があった。

### 犯罪

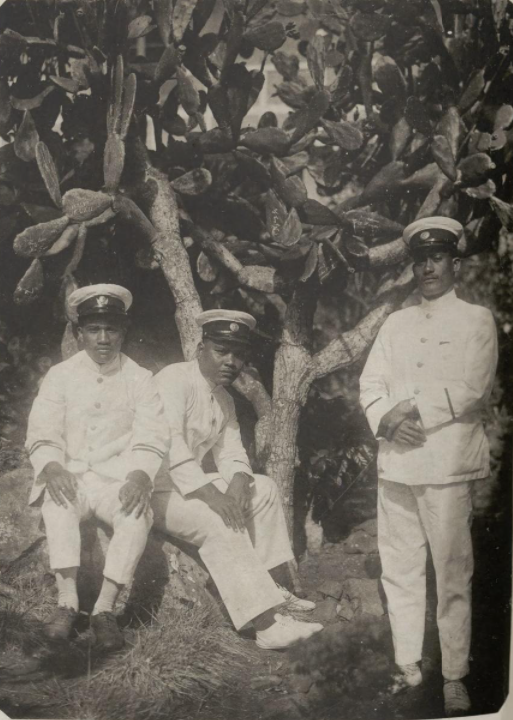
チューク諸島の現地の助教員（左）、巡警（中、右）

貨幣経済が浸透していなかった地域であり、治安が平静な状態が続いたが、貨幣経済の浸透とともに暴力事犯や知能犯がみられるようになった。
1932年（昭和7年）の犯罪統計では島民の検挙者は429名で、そのうち238名が沖縄から持ち込まれた泡盛などによる南洋群島酒類取締規則違反であった。日本出身者の検挙者は425名で、そのうち105名が漁業規則違反だった。
高等警察や特別高等警察の取締対象となる犯罪もほとんどなかった。
行刑施設は警察の留置場を代わりに使っていたが、1929年（昭和4年）にサイパンに監獄が整備された。
1934年（昭和9年）まで死刑の執行がなかったことは確認されているが、その後については死刑の宣告や執行があったかどうかは不明である。

## 衛生
南洋諸島の風土病としてアメーバ赤痢、デング熱、フランベジアなどがあった。南洋庁では各地に公営の病院（「医院」と称した）を設けて診療にあたらせた（各医院は南洋庁立の病院を参照）。また、民間でも、南洋興発が各農場に診療所を開設して従業員の診療を行っていた。公医院の一部の医師は現地人の診察の傍ら積極的に民族学的、疫学的、医学的調査を行っていた。それら研究結果は「南洋群島地方病調査医学論文集」として南洋庁警務課が発行を行っており、第一集(1933)から第五集(1939)まである。
パラオ、トラック、ポナペ、ヤルート、ヤップの各医院に勤務していた岡谷昇、長崎協三、藤井保、鮫島宗雄らは上記論文集の4集「民族生理学及病理学的研究」5集「人類学人種学的研究」でミクロネシア人の医学的、衛生学的、人類学的発表を行っているほか、公学校教師の調査協力をもとに日本民族衛生学会の雑誌「民族衛生」などでもミクロネシア人の疫学的研究結果を発表している。
島民の一部には近代医療を拒否したり（モデクゲイを参照）、便所を作らないで近所の森や砂浜に排泄する習慣があったため、講話や映画によって衛生思想の普及を図ったり、共同便所の設置や汚物清掃などの事業を行っていた。

## 教育

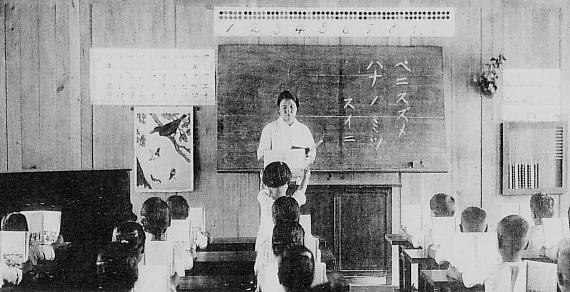
トラック環礁夏島公学校の教室

日本人児童と島民児童の教育を完全に分離し、前者には内地と同様の教育機関を設けた。日本人児童は修業年限や教科課程の面で、内地と何ら変わらない教育を受けることができた。
一方、島民児童には、本科3年制の「公学校」が設けられた。修身や国語（日本語）の習熟に重きが置かれた教育で、優秀な児童にはさらに2年制の補習科に進学した。1926年（大正15年）には、さらなる進学先として「木工徒弟養成所」を設立し、島民技術者の養成にあたった。

## 租税
南洋庁は、租税として「人頭税」「関税」「出港税」「鉱区税」の四種類の税を定めていた（1932年時点）。徴税手続については当時の国税徴収法に準じて、「南洋群島租税其他の公課徴収規則」を定めて執行した。
人頭税
ドイツ統治時代に由来を発する税で、16歳以上の男子に課せられた税である。ただし、島民とそれ以外の者とで税額や徴収方法に区別を設けていた。
島民の人頭税
年額10円以内とし、各集落ごとに酋長の意見を聞いて税額を定めた。原則として均一税額であったが、多額の資産を持つ者については別途40円まで賦課できた。また、16歳未満の児童を5人以上扶養する者（資産家は除く）や障害者などについては免除された。特例として、ヤルート支庁管内では酋長が全住民を代表して納税することにし、金納ではなくコプラで納めた。
島民以外の人頭税
収入に応じて、2～50円を賦課した。また、宗教関係者や貧困者、一時滞在者や6か月未満の在住者については免除された。
関税
南洋諸島を一つの関税地域とし、南洋諸島外（内地も含む）から輸入したり、南洋諸島外に輸出する物品に、価格（一部の物品については重量）に応じて賦課した。
出港税
当時の日本では、酒類や砂糖については、それぞれ酒造税・砂糖消費税という間接税が課せられていた。そこで南洋庁では、酒類や砂糖を内地に持ち出す際に、予めこれらの税と同額の税を課した。いったん出港税を課した物品については、内地で再度課税されることはない。
鉱区税
1年ごとに鉱区1,000坪あたり1円を賦課した。

## 宗教

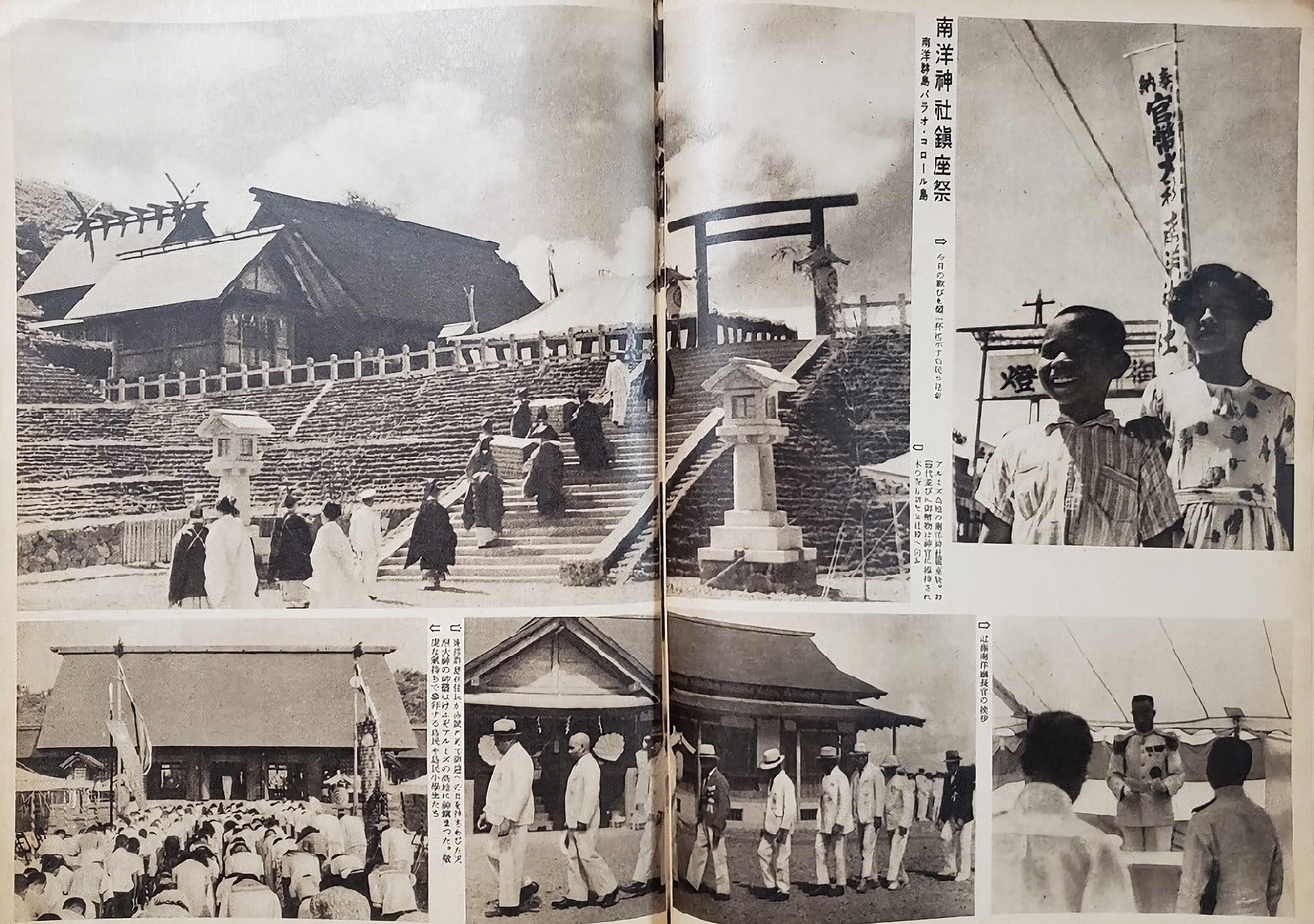
南洋神社

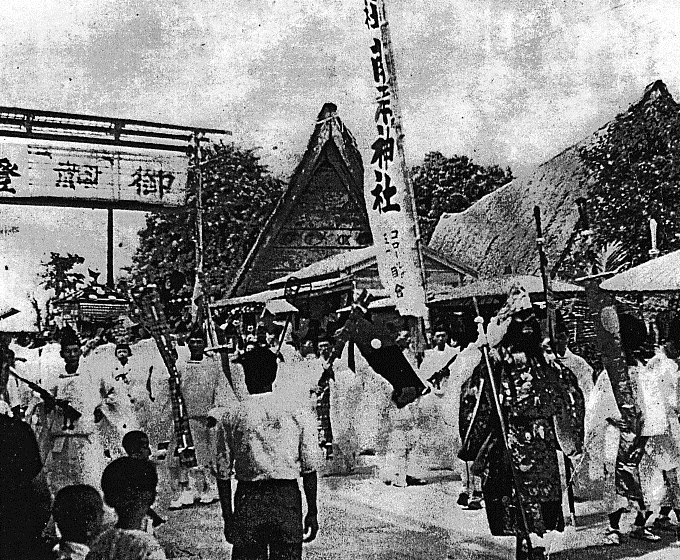
南洋神社の祭り

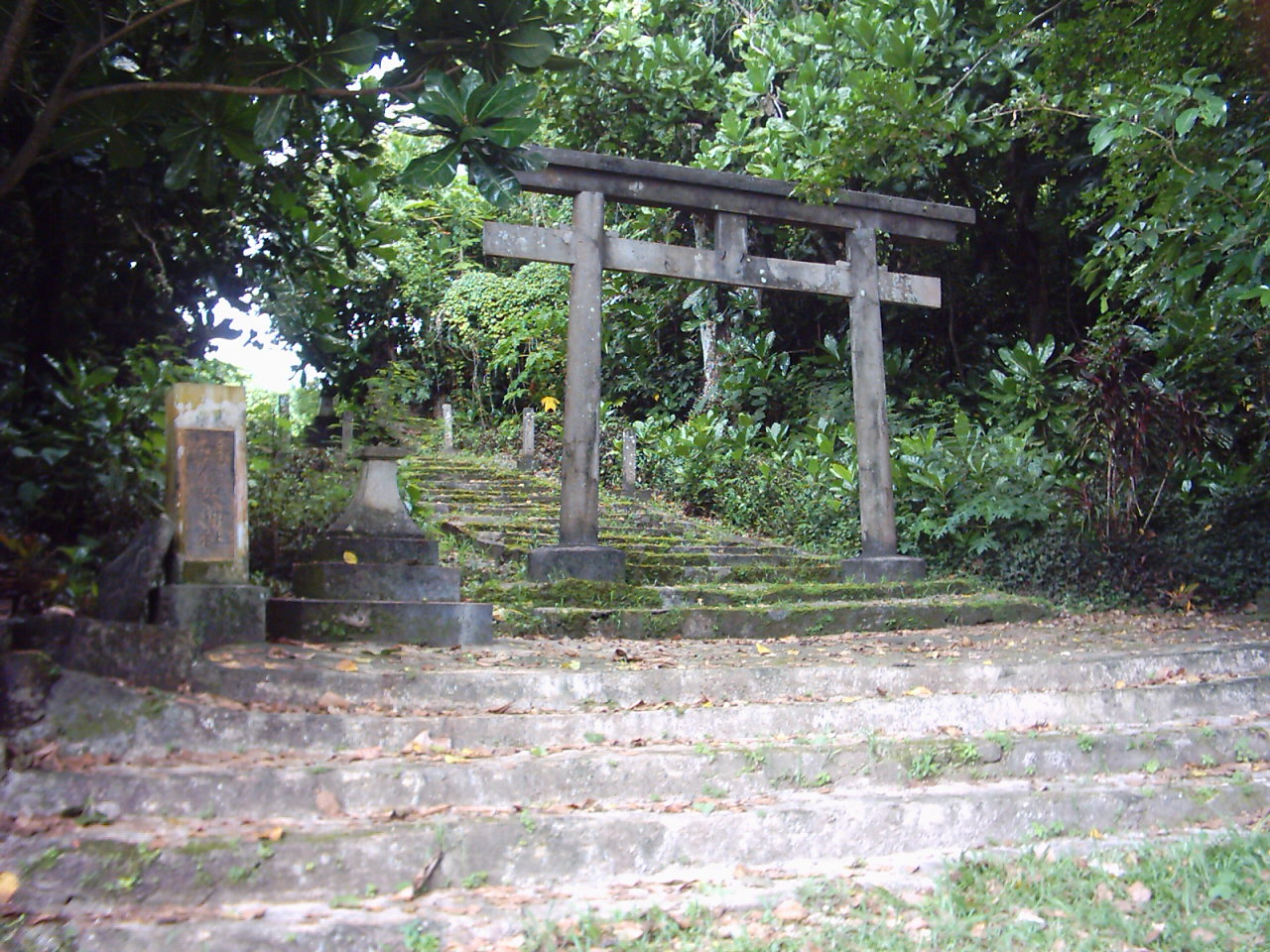
テニアン島の住吉神社跡

元来、島民は伝統的なアニミズム信仰を持っていたが、スペインによる植民地化に伴ってキリスト教が広く普及し、この頃には完全に定着していた。旧宗主国人であるスペイン人の聖職者がバチカンから派遣され、島民の教化に務めた。また、パラオではモデクゲイという土着の新宗教が誕生し、信者を増やしつつあった。
在留日本人の増加に伴い、新たに仏教寺院が進出してきた。しかし、その寺の多くが、日本人が多いパラオ支庁やサイパン支庁の管轄区域に偏在していた。海外布教に熱心な天理教はパラオを拠点に置き、島民を対象とした布教活動をしていた。
神社も在留日本人の増加に連動して各地に創建された。有志による創建のため、その多くが無格社であったが、1940年（昭和15年）に南洋群島総鎮守として官幣大社の南洋神社が創建された。

### 管内神社一覧
パラオ支庁管内
- 南洋神社
- 朝日神社
- 清水神社
- 瑞穂神社
- ペリリュー神社
- アンガウル神社

サイパン支庁管内
- 八幡神社
- 南興神社
- 南陽神社
- 彩帆神社
- カラベラ神社
- 天仁安神社
- 住吉神社
- 和泉神社
- 橘神社
- 日之出神社
- 羅宗神社
- ロタ神社
- 大山祇神社

ヤップ支庁管内
- 弥津府神社
- フハエス神社

トラック支庁管内
- 都洛神社

ポナペ支庁管内
- 照南神社
- 春来神社
- 明治神社

ヤルート支庁管内
- マーシャル神社

## 経済

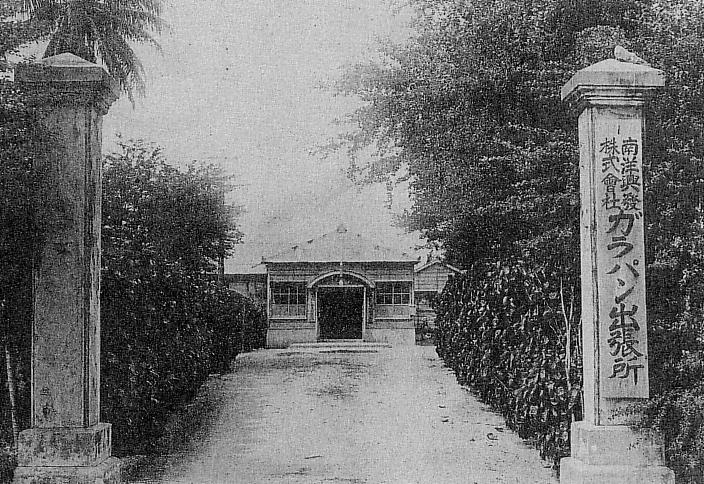
南洋興発ガラパン出張所

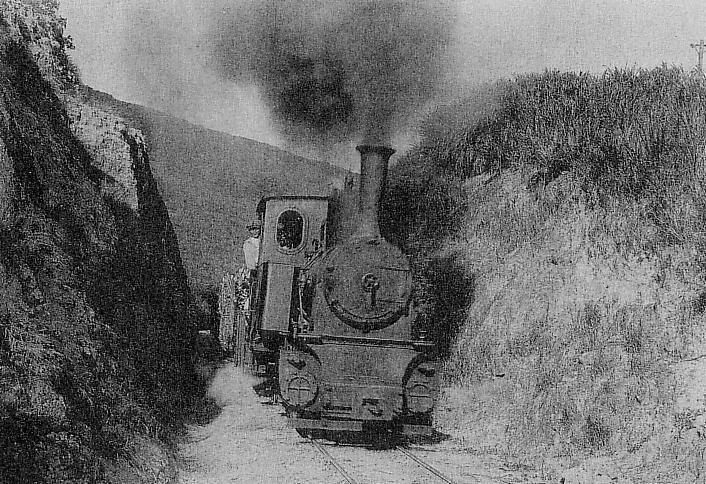
南洋興発産業用軌道

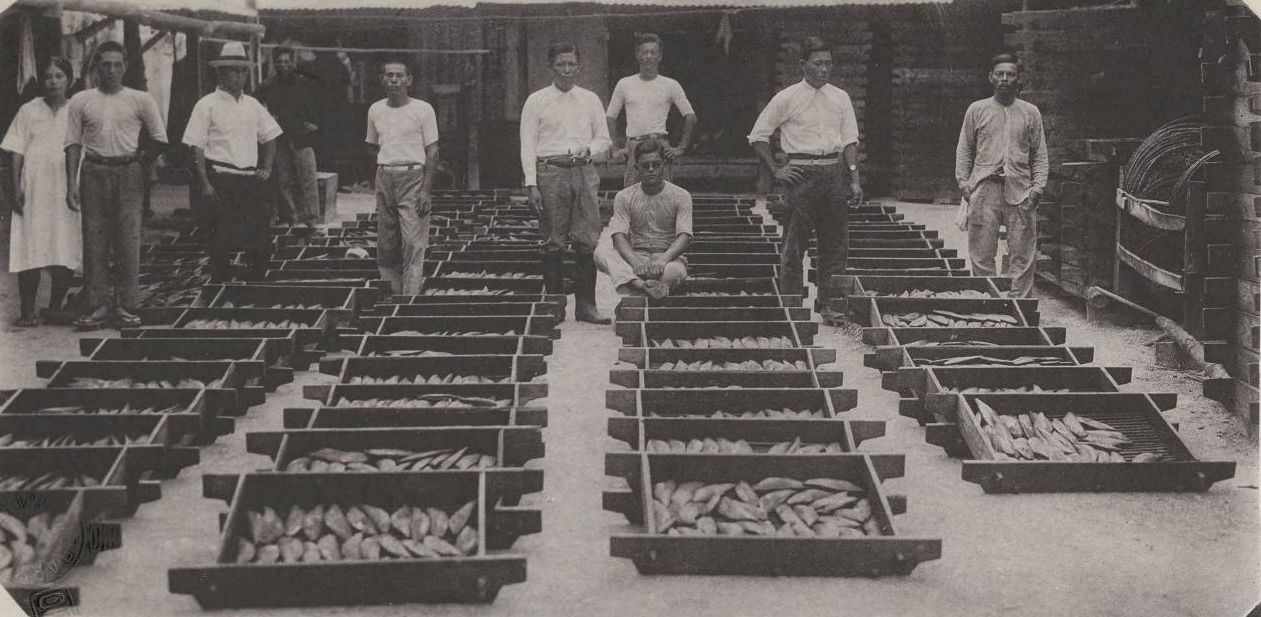
鰹節の生産（チューク諸島）

農業
南洋興発によるサトウキビ栽培が最も大きな産業であった。当時のサイパン島の植生は現在とは異なり、南大東島のように平地のほとんどがサトウキビ畑で占められていた。その他、パイナップルやコーヒー豆の栽培も行われた。また、島民は自己消費のためにタロイモなどを栽培していた。
畜産業
牧草がよく繁茂することから、畜産業も盛んであった。ブタは諸島全域で飼育されていたが、ウシはサイパン支庁管内、ヤギはパラオ・トラック・ポナペ各支庁管内で飼育されているなど地域差があった。
漁業
辺り一帯はカツオが一年中生息しているため、日本の漁師がはるばる遠洋漁業をしに来訪してきた。やがて、このカツオを原料とした鰹節の生産が現地で始まり、「南洋節」の名で大いに市場を拡大した。
林業
南洋諸島ではヤシが多く生育しており、胚乳を乾燥させたコプラはこの地域の主要な特産物であり、島民の貴重な収入源になった。その反面、木材に使えるような樹木はほとんどなかった。
鉱業
リン鉱石の鉱床が南洋諸島各地に存在しており、アンガウル島ではドイツ統治時代より採掘が行われた。また、アルミニウムの原料となるボーキサイトの鉱床も存在していた。
商業
南洋庁の統治開始により、日本人商人が南洋諸島に多数移住した。彼らの多くはサイパン支庁やパラオ支庁管内に居を構え、日本人街を構成した。また、コプラの仲買のためにその他の地域にも進出する商人もいた。
工業
南洋興発の製糖工場が特に有名であるが、他にも鰹節製造工場や泡盛の酒造所が存在していた。パラオではパイナップル缶詰の製造工場などがあった。
金融業
従来は郵便局があるのみで、民間の金融といえば無尽講しかなかった。昭和に入り、ようやく信用組合が設立されるようになった。そして、1936年（昭和11年）に設立された特殊法人の南洋拓殖は金融業も事業として認められ、南洋諸島唯一の日本銀行代理店でもあった。

## 交通
大日本航空による航空路線も整備されつつあったが、一般的には海路が利用された。海路には大きく3種に分けることができる。
内地群島間航路 - 日本郵船が担当し、サイパン丸、パラオ丸、山城丸が就航した。
- 西廻線（横浜 - 父島 - サイパン - テニアン - ロタ - ヤップ - パラオ - ダバオ - マナド）
- 東廻線（横浜 - 父島 - サイパン - トラック - ポナペ - クサイ - ヤルート）
- サイパン線（横浜 - 父島 - サイパン）

群島内離島間航路 - 南洋汽船・南洋貿易が担当
- マリアナ群島線
- ヤップ・パラオ離島線
- ポナペ離島線
- マーシャル群島線

環礁内航路 - 運送組合・個人が担当（南洋庁が補助金を支給し維持）
- パラオ各線
- トラック各線
- ポナペ各線
- ヤップ各線

## 帰還と追悼施設
第二次世界大戦後、帰還者によって南洋群島帰還者会が組織された。那覇市識名には南洋群島戦没者慰霊碑がある。

## 「諸島」と「群島」の違い
明治時代、「南洋諸島」と「南洋群島」の定義と区別は、必ずしも明確でなかった。ただ漠然と日本の南の海に浮かぶ島々という意味で使われており、その範囲もオセアニアや大スンダ列島を包括するかなり広大な地域の呼称であった。1893年に鈴木経勲が著した『南洋風物誌』には、「南洋諸島」と「南洋群島」の両方の用語が使われ、特に区別はしていなかった。
大正時代になると、その定義に差異が生じ始めた。第一次世界大戦で、日本海軍は独領ニューギニアの島嶼部（ミクロネシア）を占領し、その地域を「南洋群島」と称した。1年後、吉野作造が著した『現代双書 南洋』（1915年刊）では、「赤道以北の独領南洋諸島を、単に南洋群島と云う」と定義し、「南洋群島」は「独領南洋諸島」のみを意味する用語という認識が定着し始めた。
その後、ヴェルサイユ条約で旧「独領南洋諸島」地域の委任統治が認められたとき、当局はこの地域を「南洋群島」と正式に命名し、施政にあたることになった。